# Indumentaria en la Edad Moderna

## Siglo XVI

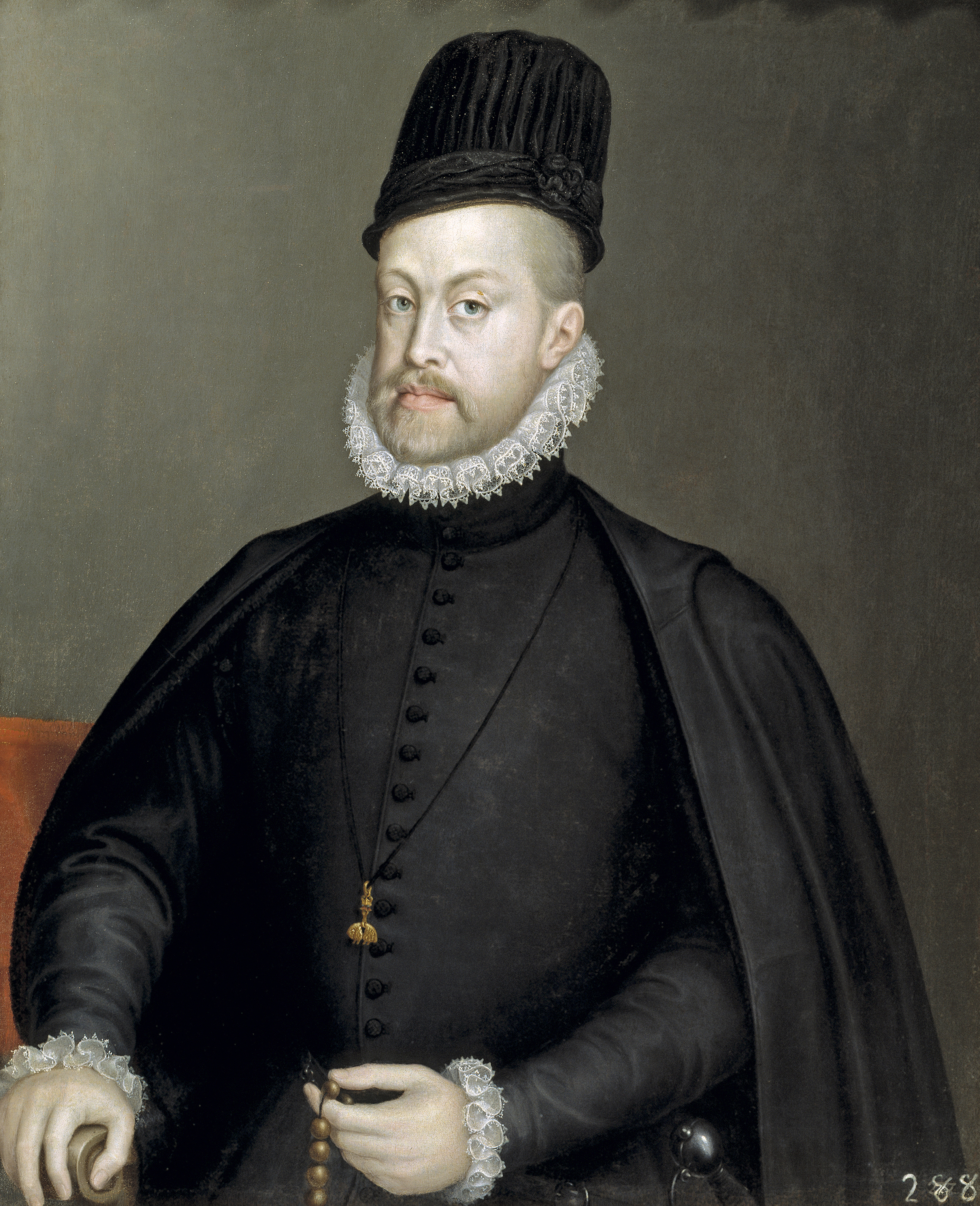
Felipe II con gola y birrete

En el Renacimiento italiano se llevaba la capa corta y con capucha, el birrete, el sombrero con plumas y los zapatos de punta Roma y ancha. Las mujeres también llevaban sus bullones y acuchillados pero en las mangas, y su gorguera rizada, además de las faldas y sobrefaldas, jubones y corpiños, capas o mantos rozagantes y su cofia para la cabeza.
A partir de la segunda mitad del siglo, la creciente importancia de la monarquía española, impone en Europa el estilo de la corte del emperador Carlos I de España, un estilo de gran sobriedad, caracterizado por el uso de colores oscuros y prendas ceñidas, sin arrugas ni pliegues y aspecto rígido, sobre todo en las mujeres en las que se impone el uso del verdugado. En el borde superior de la camisa se usa un cordón que dará lugar a la gorguera o lechuguilla.

## Siglo XVII
En esta época domina la moda francesa tanto en hombres como en mujeres, ellos utilizaban, calzones cortos con medias de seda, chupa y casaca que, a mediados del siglo es más reducida y con pliegues laterales hacia atrás y mangas estrechas. A la caída de la dinastía francesa vuelve el traje a la simplificación y se llevan calzones ajustados hasta media pierna, chaleco, abolladas, faldas rectas y abiertas, luego son drapeadas con polizón y larga cola. Cuello doblado mangas tirantes hasta el codo, con chorreras. Con la revolución desaparece el vuelo de la falda y se imita a las vestiduras clásicas. Talle alto, chaquetilla corta con manga larga; falda con pliegues y grandes escotes. Chales y guantes largos. Peinado hacia atrás con rizados que luego se hacen más altos y voluminosos con tirabuzones, lazadas y plumas. Bonetes y sombreros de alas anchas. Zapatos con tacón alto y punta estrecha, y luego de algún tiempo se pasaron a los bajos.

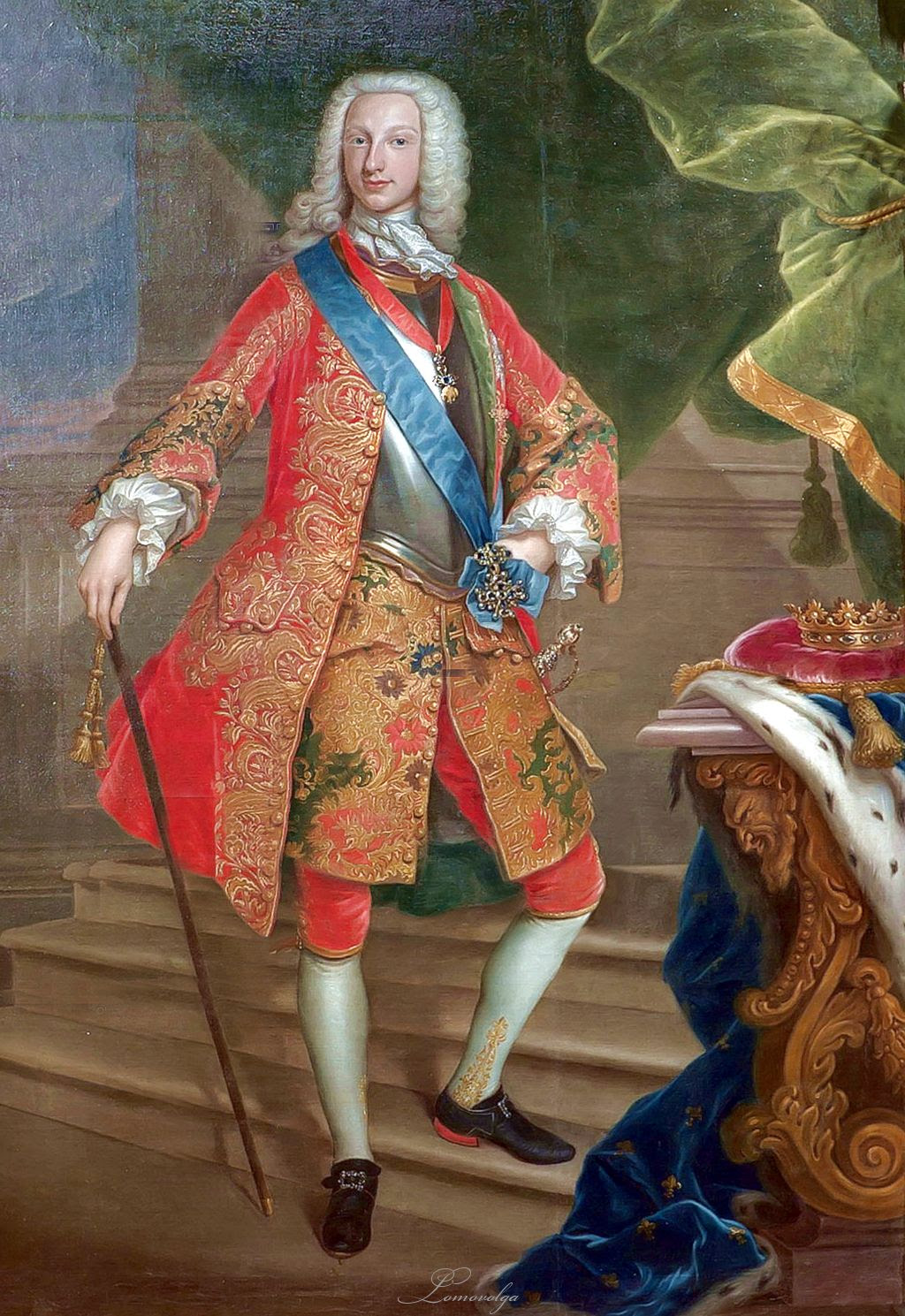
El futuro rey Carlos de Borbón de España (1732), vestido con traje a la francesa donde se pueden distinguir sus tres elementos básicos, casaca, chupa y calzón.

## Siglo XVIII
En el siglo XVIII se destacan como prendas masculinas las casacas francesas y las chupas , las chaquetillas, los calzones pitillos hasta la rodilla, las corbatas en vez de las golillas, las pelucas y los grandes sombreros. 
Mientras tanto, en las vestiduras femeninas continúa el mismo estilo que en el siglo anterior y se adopta el uso de las mantillas para la cabeza, llevaban también vestidos largos, grandes sombreros y demás. En España si bien apenas fue admitido por las damas formales hasta la época de Fernando VII.

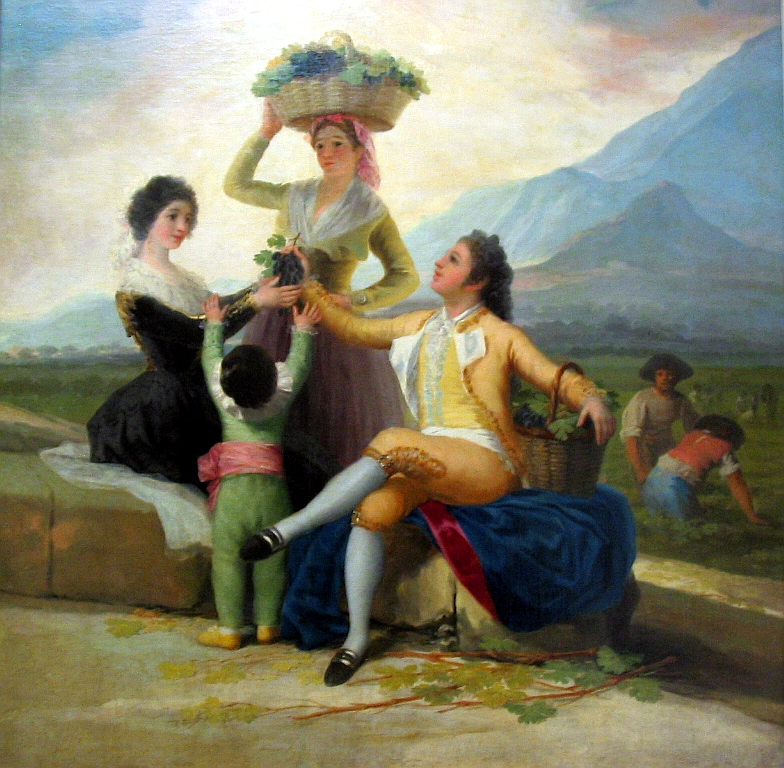
Vestimenta del en un cuadro de Goya

## Siglo XIX
Del siglo XIX son propios el frac, la levita y el pantalón, para los caballeros, además de otras prendas, hoy en uso y la mantilla de seda para las señoras españolas las cuales moderaron en dicho siglo el fausto y la fanfarronería de las demás prendas del vestido de los precedentes.